# Olia Bergerová
Olia Bergerová (* 30. června 1980 Winnipeg) je bývalá kanadská zápasnice – judistka ukrajinského-židovského původu.

## Sportovní kariéra
Připravovala se ve Winnipegu pod vedením svého otce Marka, bronzového olympijské medailisty z roku 1984. V kanadské ženské reprezentaci se pohybovala od roku 2000 v těžké váze nad 78 kg. V roce 2004 a 2008 se na olympijské hry nekvalifikovala. Sportovní kariéru ukončila v roce 2009. Věnuje se trenérské práci ve Winnipegu.

## Výsledky
| Turnaj                  | 1998       | 1999       | 2000       | 2001       | 2002       | 2003       | 2004       | 2005       | 2006       | 2007       | 2008       |
| Turnaj                  | 18         | 19         | 20         | 21         | 22         | 23         | 24         | 25         | 26         | 27         | 28         |
| Turnaj                  | těžká váha | těžká váha | těžká váha | těžká váha | těžká váha | těžká váha | těžká váha | těžká váha | těžká váha | těžká váha | těžká váha |
| ----------------------- | ---------- | ---------- | ---------- | ---------- | ---------- | ---------- | ---------- | ---------- | ---------- | ---------- | ---------- |
| Olympijské hry          |            |            | —          |            |            |            | —          |            |            |            | —          |
| Mistrovství světa       |            | —          |            | —          |            | —          |            | úč.        |            | úč.        |            |
| Panamerické hry         |            | —          |            |            |            | 3.         |            |            |            | úč.        |            |
| Panamerické mistrovství | —          | —          | 2.         | 5.         | 3.         | 2.         | —          | 3.         | 5.         | úč.        | 5.         |
| MS juniorů              | úč.        |            |            |            |            |            |            |            |            |            |            |